# 多夫任基
47°46′52″N 30°47′21″E / 47.78111°N 30.78917°E
多夫任基（烏克蘭語：Довженки），是烏克蘭南部的村莊，隸屬尼古拉耶夫州的沃茲涅先斯克區。該村面積0.47平方公里，海拔高度69米，2001年人口96，人口密度每平方公里204.3人。